# Poudenas
Poudenas (okzitanisch Podènas) ist eine Gemeinde mit 200 Einwohnern (Stand: 1. Januar 2022) in Frankreich im Département Lot-et-Garonne in der Region Nouvelle-Aquitaine (vor 2016 Aquitaine). Die Gemeinde gehört zum Arrondissement Nérac und zum Kanton L’Albret. Die Einwohner werden Poudenaquais genannt.

## Geografie
Poudenas liegt etwa 35 Kilometer westsüdwestlich von Agen. Umgeben wird Poudenas von den Nachbargemeinden Réaup-Lisse im Norden, Mézin im Osten und Nordosten, Fourcès im Süden und Südosten, Montréal im Süden, Sainte-Maure-de-Peyriac im Südwesten sowie Sos im Westen.

## Bevölkerungsentwicklung
| Jahr                       | 1962 | 1968 | 1975 | 1982 | 1990 | 1999 | 2006 | 2018 |
| Einwohner                  | 444  | 347  | 351  | 309  | 274  | 252  | 251  | 238  |
| Quellen: Cassini und INSEE |      |      |      |      |      |      |      |      |

## Sehenswürdigkeiten
- Kirche Saint-Christophe in Arbussan, Monument historique seit 1980
- Kirche Saint-Antoine in Poudenas
- romanische Brücke, 1777 wieder errichtet
- Schloss Poudenas, seit 1984 Monument historique
- Arkaden an der Gélise, frühere Postwechselstelle
- Bleichmühle

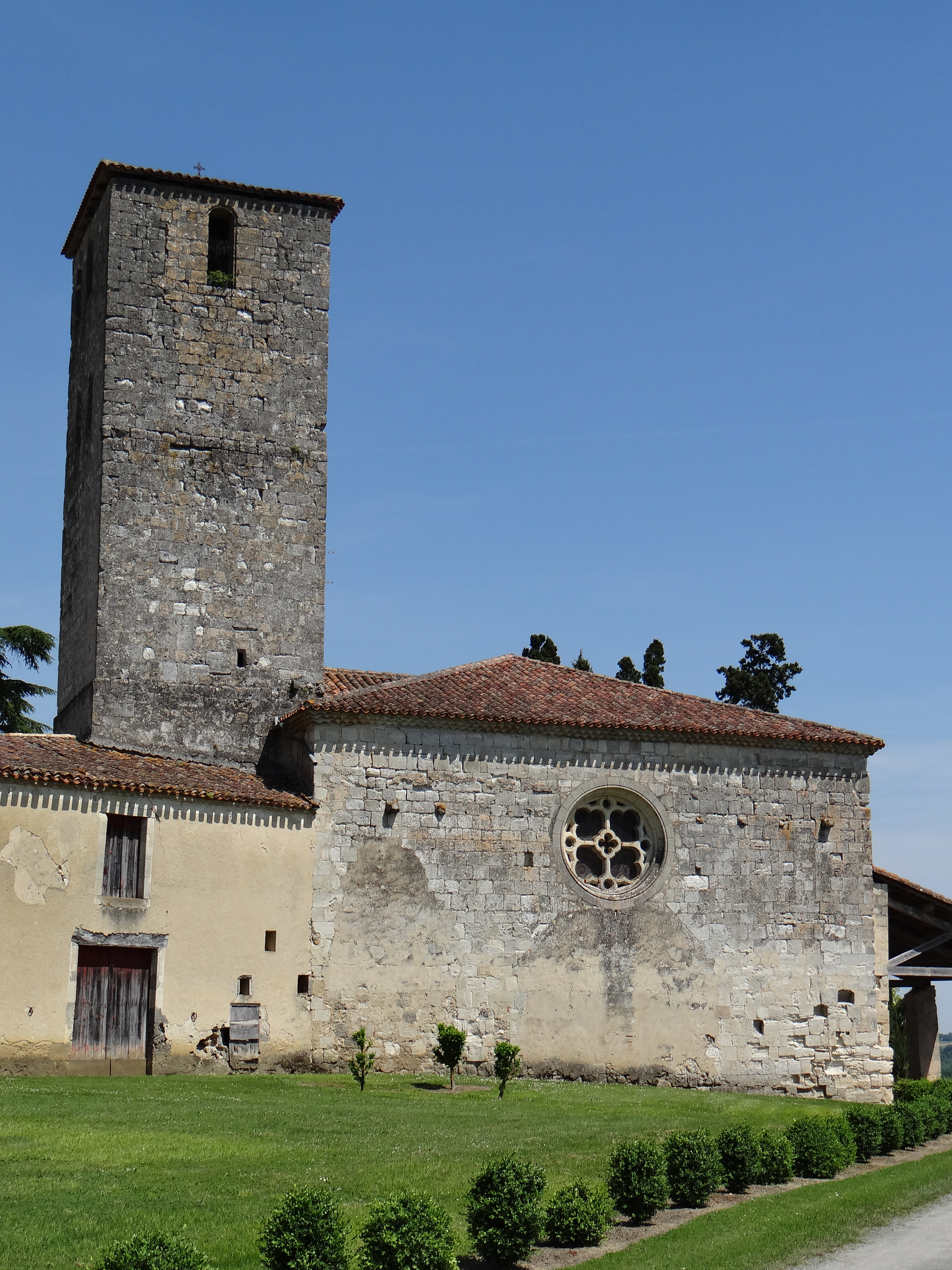
Kirche Saint-Antoine
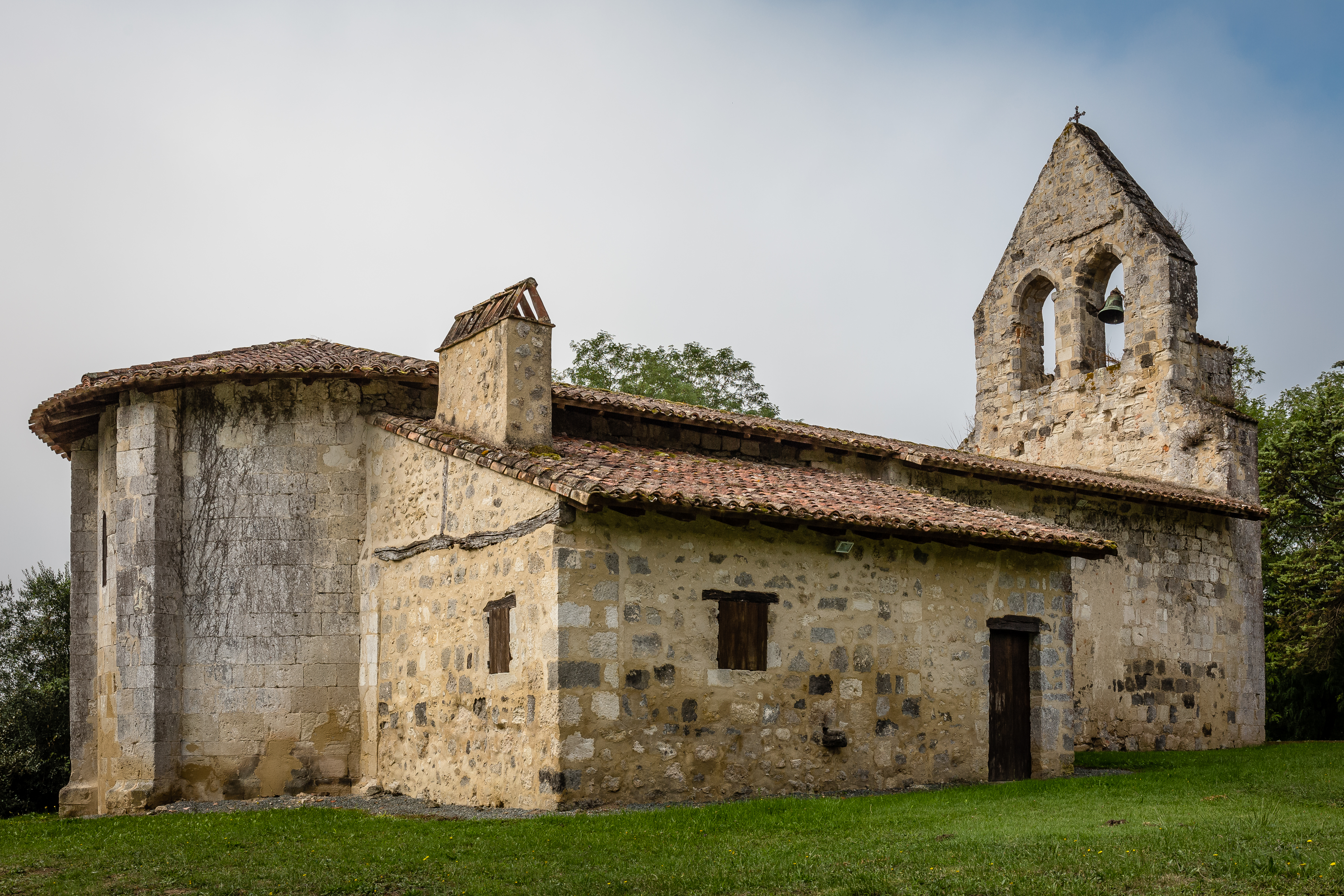
Kirche Saint-Christophe
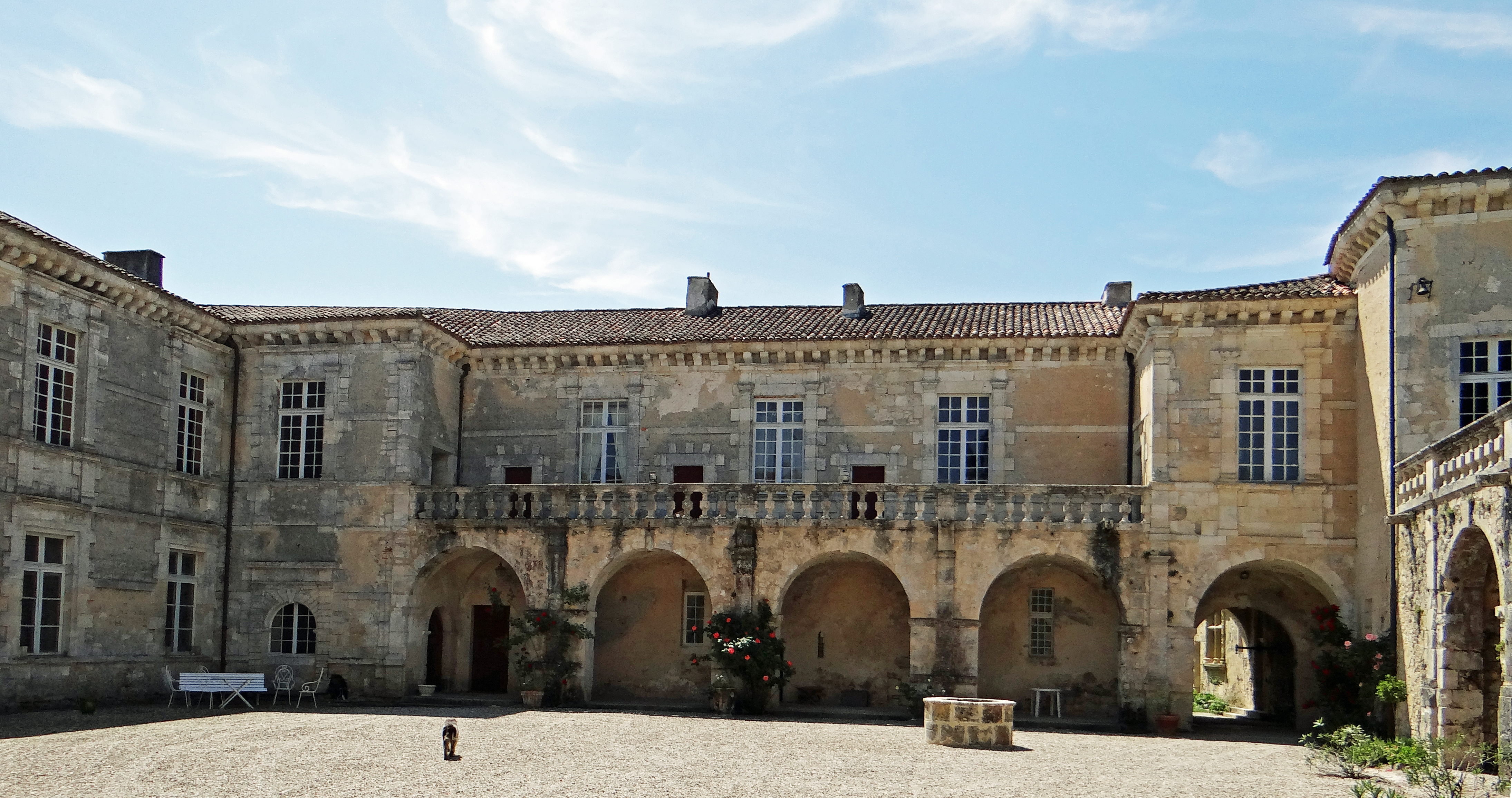
Schloss Poudenas
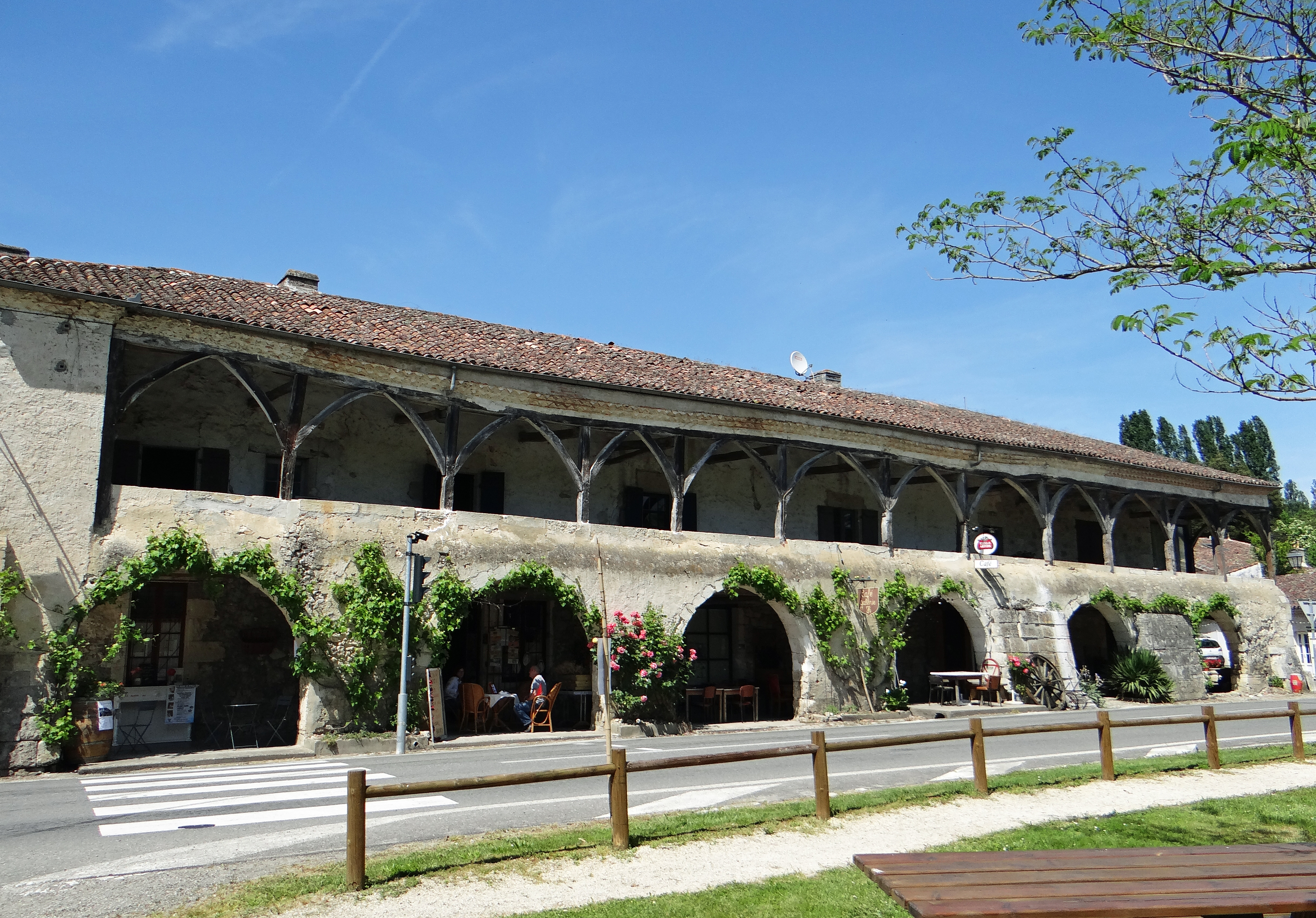
Arkaden an der Gélise

## Persönlichkeiten
- Stéphanie de Virieu (1785–1873), Kunstmalerin und Bildhauerin, auf Schloss Poudenas gestorben